# Союз поміркованих партій
Союз поміркованих партій (англ. Union of Moderate Parties, фр. Union des Partis Moderés, СПС) — консервативна політична партія Вануату, що має найбільшу підтримку сереж франкомовних виборців. Нині — найбільша політична партія Вануату.

## Основні відомості
Партію було створено на противагу Партії Вануаку, що мала підтримку серед англомовних виборців. Першим керівником партії став Максим Карлот Корман.
На перших парламентських виборах після здобуття Новими Гебридами незалежності 1983 року партія отримала 12 із 39 місць у парламенті, а 1987 року — вже 19 місць.
Упродовж 1980-их років партія різко критикувала політичний курс прем'єр-міністра Волтера Ліні.
Вплив партії зріс після парламентських виборів 1991 року, за результатами яких вона здобула в парламенті 19 мандатів. Створивши коаліцію з Національною об'єднаною партією Ліні, лідер СПП, Максим Карлот, став першим франкомовним прем'єр-міністром Вануату (на честь цієї події він навіть змінив своє ім'я на Максим Карлот Корман).
На виборах 1995 року партія здобула всього 17 місць у парламенті. Невдовзі всередині СПС з'явились серйозні розбіжності, що призвели до розділу на два табори: один очолив прем'єр-міністр Карлот Корман, інший — Серж Вогор, міністр закордонних справ Вануату. Як і 1991 року, з Національною об'єднаною партією було створено коаліцію. Прем'єр-міністром країни був обраний франкомовний Серж Вогор, його заступником — англомовний Волтер Ліні. Але вже за 48 днів Вогор був змушений піти у відставку після винесення йому вотуму недовіри. В лютому 1996 року Максим Карлот Корман тимчасово повернув собі пост прем'єр-міністра, але вже у вересні знову поступився ним Вогору.
1998 року Корман пішов з партії, щоб створити власну Республіканську партію. Серж Вогор, родом з острова Санто, залишався керівником СПП. Партія здобула 12 місць на виборах 1998 року, 15 місць на виборах 2002 та 9 місць на виборах 2004 року. Незважаючи на очевидний регрес, Вогор зміг сформувати коаліційний уряд в серпні 2004 року та стати прем'єр-міністром, проте втратив цей пост в результаті вотуму недовіри за чотири місяці.